# Henri Decremps
Henri Decremps o Descremps (Béduer, 15 aprile 1746 – Parigi, ottobre 1829) è stato un giurista e matematico francese del XVIII secolo.

## Biografia
Figlio di Jean Decremps e di Marie Taillade, nacque a Béduer il 15 aprile 1746, studiò al collegio di Tolosa e presso il seminario di Cahors, poi raggiunse Parigi dove prese un diploma in diritto. Successivamente si dedicò allo smascheramento dei "maghi" e dei ciarlatani che truffavano o ingannavano le persone per profitto. Dopo la pubblicazione di cinque libri dedicati alle ricreazioni fisiche, iniziò la carriera diplomatica presso l'ambasciata di Francia in Inghilterra.
Morì nell'ottobre 1829.

## Opere
La sua opera più famosa fu La Magie Blanche Dévoilée (La magia bianca svelata o spiegazione dei sorprendenti giochi di prestigio ammirati da qualche tempo nella Capitale e nella provincia) pubblicato in diverse edizioni a partire dal 1784.
Questa opera, di grande successo per l'epoca, suscitò aspre polemiche poiché, oltre a rivelare diversi trucchi, descriveva in dettaglio alcuni giochi di prestigio del celebre illusionista dell'epoca Pinetti, principale bersaglio delle sue critiche.
Con la pubblicazione del Supplemento alla magia bianca svelata nel 1785, Decremps continuò ad attaccare Pinetti, svelando ulteriori trucchi e rispondendo alle illazioni dell'avversario che perseguitò fino a fargli lasciare l'Europa. Nel terzo volume, il Testament de Jérôme Sharp (1786), Decremps stilerà le "Regole del prestigiatore", tredici precetti che verranno ripresi, in seguito, da centinaia di altri autori, fino ai nostri giorni.

### Elenco delle pubblicazioni
- La Magie Blanche Dévoilée, Henri Decremps, Parigi (1ª ed. 1784).
- Supplément à la Magie Blanche Dévoilée, Henri Decremps, Parigi, 1785.
- Testament de Jérôme Sharp, Professeur de Physique amusante, Henri Decremps, Parigi, 1786.
- Le Parisien à Londres, ou Avis aux Français qui vont en Angleterre, contenant le parallèle des deux plus grandes villes de l'Europe, Amsterdam et Paris, Henri Decremps, Parigi, 1784, 2 vol. (2ª ed. 1789).
- Codicile de Jérôme Sharp, Henri Decremps, Parigi, 1788.
- La science sans-culotisée. Premier essai sur les moyens de faciliter l'étude de l'astronomie et d'opérer une révolution dans l'enseignement, Henri Decremps, Parigi, 1794.
- Les petites aventures de Jérôme Sharp, Henri Decremps, Bruxelles e Liège, 1798.
- Diagrammes chimiques, ou Recueil de 360 figures qui expliquent succinctement les expériences par l'indication des agents et des produits à côté de l'appareil, et qui rendent sensible la théorie des phénomènes, Henri Decremps, Parigi, 1822.